# Protinopalpa subclathrata
Protinopalpa subclathrata är en fjärilsart som beskrevs av Embrik Strand 1911. Protinopalpa subclathrata ingår i släktet Protinopalpa och familjen Crambidae. Inga underarter finns listade i Catalogue of Life.